# Polska Formuła Easter Sezon 1982
1982 – ósmy sezon Polskiej Formuły Easter. Był rozgrywany w ramach WSMP jako klasa 8. Składał się z czterech eliminacji. Mistrzem został Andrzej Hołowiej (MTX 1-03).

## Kalendarz wyścigów
| Runda | Data           | Tor    | Pole position | Najszybsze okrążenie | Zwycięzca (kierowcy) | Zwycięzca (zespoły)   |
| ----- | -------------- | ------ | ------------- | -------------------- | -------------------- | --------------------- |
| 1     | 9 maja         | Poznań | ?             | ?                    | Andrzej Hołowiej     | GAMK Budowlani Gdańsk |
| 2     | 5 września     | Poznań | ?             | ?                    | Andrzej Hołowiej     | GAMK Budowlani Gdańsk |
| 3     | 12 września    | Toruń  | ?             | ?                    | Andrzej Hołowiej     | GAMK Budowlani Gdańsk |
| 4     | 3 października | Kielce | ?             | ?                    | Andrzej Hołowiej     | GAMK Budowlani Gdańsk |

## Klasyfikacja kierowców
| Legenda oznaczeń w tabelach wyników Wyświetl szablon na nowej stronie | Legenda oznaczeń w tabelach wyników Wyświetl szablon na nowej stronie                                                                     |
| Oznaczenie                                                            | Wyjaśnienie |
| --------------------------------------------------------------------- | --- |
| Złoty                                                                 | Zwycięzca lub mistrzostwo |
| Srebrny                                                               | 2. miejsce lub wicemistrzostwo |
| Brązowy                                                               | 3. miejsce lub II wicemistrzostwo |
| Zielony                                                               | Ukończył, punktował (w klasyfikacji generalnej, gdy zdobył co najmniej jeden punkt na przestrzeni sezonu, poza trzema powyższymi opcjami) |
| Niebieski                                                             | Ukończył, nie punktował (w klasyfikacji generalnej, gdy nie zdobył co najmniej jednego punktu na przestrzeni sezonu)                      |
| Czerwony                                                              | Nie zakwalifikował się (NZ) |
| Czerwony                                                              | Nie prekwalifikował się (NPK) |
| Różowy                                                                | Nie ukończył (NU) |
| Różowy                                                                | Niesklasyfikowany (NS) (w klasyfikacji generalnej, gdy nie został sklasyfikowany w żadnym wyścigu sezonu)                                 |
| Czarny                                                                | Zdyskwalifikowany (DK) |
| Czarny                                                                | Wykluczony (WYK/EX) |
| Biały                                                                 | Nie wystartował (NW) |
| Biały                                                                 | Kontuzjowany (K/INJ) |
| Biały                                                                 | Wyścig odwołany (OD/C) |
| Bez koloru                                                            | Został wycofany (WYC/WD) |
| Bez koloru                                                            | Nie przybył (NP/DNA) |
| Bez koloru                                                            | Nie brał udziału w treningach (NT/DNP) |
| Bez koloru                                                            | Nie został zgłoszony (–) |
| Pogrubienie                                                           | Start z pole position |
| Kursywa                                                               | Najszybsze okrążenie wyścigu |
| †                                                                     | Nie ukończył, ale jego rezultat został zaliczony ze względu na przejechanie więcej niż 90% dystansu wyścigu.                              |
| *                                                                     | Sezon w trakcie |
| 1/2/3                                                                 | Punktowana pozycja w sprincie kwalifikacyjnym                                                                                             |
| Lista systemów punktacji Formuły 1                                    | |

| Poz. | Kierowca             | Zespół                      | POZ | POZ | TOR | KIE | Punkty |
| ---- | -------------------- | --------------------------- | --- | --- | --- | --- | ------ |
| 1    | Andrzej Hołowiej     | GAMK Budowlani Gdańsk       | 1   | 1   | 1   | 1   | 150    |
| 2    | Andrzej Szulc        | Automobilklub Morski        | 3   | 4   | 2   | NU  | 130    |
| 3    | Jacek Jurzak         | Automobilklub Śląski        | 4   | 2   | NU  | 4   | 128    |
| 4    | Józef Kiełbania      | Automobilklub Świętokrzyski | 5   | 3   | NU  | 3   | 126    |
| 5    | Hieronim Kochański   | Automobilklub Warszawski    | ?   | ?   | 3   | 2   | 124    |
| 6    | Jerzy Mazur          | Automobilklub Dolnośląski   | -   | 5   | 5   | 6   | 119    |
| 7    | Józef Gutmacher      | Automobilklub Śląski        | ?   | ?   | 4   | 12  | 110    |
| 8    | Tomasz Jeromin       | Automobilklub Świętokrzyski | ?   | ?   | NU  | 9   | 110    |
| 9    | Piotr Lenartowicz    | Automobilklub Świętokrzyski | ?   | ?   | NU  | 11  | 106    |
| 10   | Christian Grochowski | Automobilklub Warszawski    | 2   | -   | -   | 7   | 84     |
| 11   | Krzysztof Różewski   | Automobilklub Śląski        | -   | -   | -   | 5   | 40     |
| 12   | Henryk Pineles       | Automobilklub Śląski        | -   | -   | -   | 8   | 37     |
| 13   | Lech Jaworowicz      | Automobilklub Warszawski    | -   | -   | NU  | 10  | 35     |
| 14   | Marek Obarski        | Automobilklub Wielkopolski  | -   | -   | -   | 13  | 32     |
| NS   | Jacek Szmidt         | Automobilklub Toruński      | -   | -   | NU  | NU  | 0      |